# Los cuernos de don Friolera
Los cuernos de don Friolera es una obra de teatro de Ramón María del Valle-Inclán, exponente del género del Esperpento.

## Argumento
Doña Loreta, esposa del teniente Astete, apodado Don Friolera, es infiel a su marido con Pachequín, el barbero del lugar. Un anónimo pone a Astete en conocimiento de la situación y trama venganza. Sin embargo, al poner en ejecución su decisión de asesinar a los traidores, la hija Manolita aparece y al deshonrado le falta valor para apretar el gatillo. No obstante, la presión de sus colegas mina la resistencia de don Friolera a cometer el doble crimen.

## Publicaciones y representaciones
La obra se publicó por primera vez en 1921 en entregas y en 1925 en un único tomo. Se representó un año más tarde por el grupo El Mirlo Blanco. En 1930 Valle-Inclán la incluyó en el volumen Martes de Carnaval, trilogía de esperpentos que integraba, además, Las galas del difunto y La hija del capitán. 
Aunque prohibida durante el franquismo, Juan José Alonso Millán la puso en escena en el Teatro Romea de Murcia en una única función a puerta cerrada en abril de 1959. Ocho años después se representó por el Teatro Español Universitario, bajo la dirección de José Manuel Garrido.
En 1976 la dirigió, ya comercialmente, José Tamayo con Antonio Garisa como Don Friolera, Alfonso Godá, Mary Carmen Ramírez como Loreta, Juan Diego, Tota Alba, Esperanza Grases e Imanol Arias.
En 1995 Mario Gas pone por primera vez en escena las tres obras que integran Martes de carnaval en el Teatro María Guerrero, con Juan José Otegui, como Don Friolera.
Ángel Facio la repuso en el Teatro Español en 2008, con Rafael Núñez como Don Friolera, Nancho Novo como Pachequito, Teté Delgado como Loreta, Inma Cuevas y Diego Pizarro.
El 15 de julio de 2008 se emitió una versión para Televisión española, dirigida por José Luis García Sánchez, y con Juan Luis Galiardo como Don Friolera, Juan Diego como Pachequito, Adriana Ozores como Loreta, Pilar Bardem, Magüi Mira, Antonio Gamero, Paco Tous, Manuel de Blas, Mary Carmen Ramírez y Luis Pérezagua.
El 4 de marzo de 2025, se estrenó en los Teatros del Canal de Madrid una nueva versión dirigida por Ainhoa Amestoy e interpretada por Roberto Enríquez en el papel de Don Friolera y Don Estrafalario, Nacho Fresnada en el de Pachequín y Don Manolito y Lidia Otón en el de Doña Loreta. Se trata de una dirección, puesta en escena e interpretaciones aclamadas por público y crítica, donde se destaca la excepcional comprensión de la directora del complejo mundo del autor. Un texto retomado, además, desde una mirada muy actual: 

En nuestro montaje nos dejamos seducir por su libertad creativa, su hilarante diversión trasgresora, su metatreatalidad, su ansia de regeneración y su intensa, agria e incluso dolorosa actitud crítica, la cual retomamos desde nuestra sensibilidad actual, que no puede quedar impasible ante la tétrica e insoportable realidad de que en España fueron asesinadas casi cincuenta mujeres en 2024 a manos de sus parerjas o exparejas, además de nueve menores.
Ainhoa Amestoy, 2024